# Lajos Petrik
Lajos Petrik (wym. [lɒjoʃ pɛtrik], ur. 5 grudnia 1851 w Sopronie, zm. 7 czerwca 1932 w Budapeszcie) – węgierski taternik, fotograf, chemik i profesor uniwersytecki.
Lajos Petrik był aktywnym taternikiem od ok. 1890 roku. Swoje tatrzańskie wycieczki opisywał w licznych artykułach, które ukazywały się w węgierskiej prasie turystycznej m.in. w czasopiśmie „Turisták Lapja”. Pisał też na inne tematy tatrzańskie, m.in. o nowo wybudowanym Śląskim Domu, o zjawiskach pogodowych w Tatrach i o dawnych tatrzańskich lodowcach. Petrik był również aktywistą turystycznym, członkiem MKE.
Lajos Petrik był także z zamiłowania fotografem górskim. Swoje wspomnieniowe artykuły ilustrował własnymi zdjęciami, dwa z nich okraszone były tatrzańskimi panoramami z Rysów i Krywania. W latach 1897–1898 wykonał panoramę z wierzchołka Łomnicy i wydał ją jako osobną publikację.
Lajos Petrik upamiętniony został nazewnictwem dwóch tatrzańskich obiektów w językach niemieckim i węgierskim – Sokolej Turni (Petrikspitze, Petrikcsúcs) i Sokolej Przełączki (Petrikscharte, Petrikcsorba).

## Ważniejsze tatrzańskie osiągnięcia wspinaczkowe
- drugie wejście na Jastrzębią Turnię,
- pierwsze wejście na Szczyrbski Szczyt.